# Сан-Мигел (Пенела)
Сан-Мигел (порт. São Miguel) — район (фрегезия) в Португалии, входит в округ Коимбра. Является составной частью муниципалитета Пенела. Находится в составе крупной городской агломерации Большая Коимбра. По старому административному делению входил в провинцию Бейра-Литорал. Входит в экономико-статистический субрегион Пиньял-Интериор-Норте, который входит в Центральный регион. Население составляет 1741 человек на 2001 год. Занимает площадь 32,61 км².